# Catharsius mirabilis
Catharsius mirabilis är en skalbaggsart som beskrevs av Felsche 1901. Catharsius mirabilis ingår i släktet Catharsius och familjen bladhorningar. Inga underarter finns listade.